# Dolores Buenpaís
Dolores Buenpaís är en ort i Mexiko.   Den ligger i kommunen Chalchicomula de Sesma och delstaten Puebla, i den sydöstra delen av landet, 190 km öster om huvudstaden Mexico City. Dolores Buenpaís ligger 2 503 meter över havet och antalet invånare är 412.
Terrängen runt Dolores Buenpaís är platt åt sydväst, men åt nordost är den kuperad. Runt Dolores Buenpaís är det ganska tätbefolkat, med 155 invånare per kvadratkilometer. Närmaste större samhälle är Ciudad Serdán, 7,3 km norr om Dolores Buenpaís. Omgivningarna runt Dolores Buenpaís är en mosaik av jordbruksmark och naturlig växtlighet.